# أغوستين ألاركون
أغوستين ألاركون (بالإسبانية: Agustín Alarcón Vargas)‏ هو مجدف إسباني، ولد في 12 يناير 1962 في باراكالدو في إسبانيا.

## وصلات خارجية
- أغوستين ألاركون على موقع الاتحاد الدولي للتجديف (الإنجليزية)
- أغوستين ألاركون على موقع اللجنة الأولمبية الدولية (الإنجليزية)
- أغوستين ألاركون على موقع أوليمبيديا (الإنجليزية)